# Горња Трница
Горња Трница је насеље у Србији у општини Трговиште у Пчињском округу. Према попису из 2022. био је 45 становникa (према попису из 2002. било је 86 становника).

## Демографија
У насељу Горња Трница живи 76 пунолетних становника, а просечна старост становништва износи 50,2 година (46,5 код мушкараца и 54,2 код жена). У насељу има 44 домаћинства, а просечан број чланова по домаћинству је 1,95.
Ово насеље је у потпуности насељено Србима (према попису из 2002. године).
|  |

| Демографија | Демографија | Демографија |
| Година      | Становника  | Становника  |
| ----------- | ----------- | ----------- |
| 1948.       | 447         |             |
| 1953.       | 479         |             |
| 1961.       | 466         |             |
| 1971.       | 341         |             |
| 1981.       | 224         |             |
| 1991.       | 117         | 117         |
| 2002.       | 86          | 87          |
| 2011.       | 51          |             |

| Етнички састав према попису из 2002.‍ | Етнички састав према попису из 2002.‍ | Етнички састав према попису из 2002.‍ | Етнички састав према попису из 2002.‍ | Етнички састав према попису из 2002.‍ |
| ------------------------------------ | ------------------------------------ | ------------------------------------ | ------------------------------------ | ------------------------------------ |
|                                      |                                      |                                      |                                      |                                      |
| Срби                                 | Срби                                 |                                      | 86                                   | 100,0%                               |
| непознато                            | непознато                            |                                      | 0                                    | 0,0%                                 |

| Година пописа     | 1948. | 1953. | 1961. | 1971. | 1981. | 1991. | 2002. |
| ----------------- | ----- | ----- | ----- | ----- | ----- | ----- | ----- |
| Број домаћинстава | 68    | 70    | 67    | 65    | 58    | 45    | 44    |

| Број чланова      | 1  | 2  | 3 | 4 | 5 | 6 | 7 | 8 | 9 | 10 и више | Просек |
| ----------------- | -- | -- | - | - | - | - | - | - | - | --------- | ------ |
| Број домаћинстава | 20 | 15 | 3 | 3 | 3 | 0 | 0 | 0 | 0 | 0         | 1,95   |

| Пол    | Укупно | Неожењен/Неудата | Ожењен/Удата | Удовац/Удовица | Разведен/Разведена | Непознато |
| ------ | ------ | ---------------- | ------------ | -------------- | ------------------ | --------- |
| Мушки  | 39     | 10               | 23           | 5              | 1                  | 0         |
| Женски | 39     | 4                | 23           | 12             | 0                  | 0         |
| УКУПНО | 78     | 14               | 46           | 17             | 1                  | 0         |

| Пол    | Укупно                    | Пољопривреда, лов и шумарство | Рибарство                            | Вађење руде и камена | Прерађивачка индустрија       |
| ------ | ------------------------- | ----------------------------- | ------------------------------------ | -------------------- | ----------------------------- |
| Мушки  | 22                        | 10                            | 0                                    | 1                    | 8                             |
| Женски | 16                        | 9                             | 0                                    | 0                    | 7                             |
| УКУПНО | 38                        | 19                            | 0                                    | 1                    | 15                            |
| Пол    | Производња и снабдевање   | Грађевинарство                | Трговина                             | Хотели и ресторани   | Саобраћај, складиштење и везе |
| Мушки  | 0                         | 1                             | 0                                    | 0                    | 0                             |
| Женски | 0                         | 0                             | 0                                    | 0                    | 0                             |
| УКУПНО | 0                         | 1                             | 0                                    | 0                    | 0                             |
| Пол    | Финансијско посредовање   | Некретнине                    | Државна управа и одбрана             | Образовање           | Здравствени и социјални рад   |
| Мушки  | 0                         | 0                             | 0                                    | 1                    | 0                             |
| Женски | 0                         | 0                             | 0                                    | 0                    | 0                             |
| УКУПНО | 0                         | 0                             | 0                                    | 1                    | 0                             |
| Пол    | Остале услужне активности | Приватна домаћинства          | Екстериторијалне организације и тела | Непознато            | Непознато                     |
| Мушки  | 0                         | 0                             | 0                                    | 1                    | 1                             |
| Женски | 0                         | 0                             | 0                                    | 0                    | 0                             |
| УКУПНО | 0                         | 0                             | 0                                    | 1                    | 1                             |